# Pillitz Benő
Pillitz Benő (Veszprém, 1825. június 25. – Veszprém, 1910. május 31.) orvos, flórakutató. 

## Életútja
Pillitz Joáb rabbi és Dobris Fáni fiaként született. Technikusnak készült, majd orvostudományt tanult Bécsben és Padovában, ahol egyszersmind Luzzatto rabbiszemináriumának volt növendéke. 1856-ban lett orvosdoktor, Bécsben szerzett sebészeti és szülészeti képesítést. Később, mint keresett orvos is tovább foglalkozott héber irodalommal, amelyet kitűnően értett. Éppoly kiváló volt orvosnak és botanikusnak is. 1863-tól kórházi főorvos volt Veszprémben és főorvosa volt a vármegyének, az első zsidó származású orvos, aki a megye tiszti főorvossá választott. A megye faunájáról a legátfogóbb monográfiát ő írta Veszprém vármegye növényzete címmel. Herbáriumát a megyei múzeumra hagyományozta. Egyik alapítója volt az Önkéntes Tűzoltó Egyletnek, valamint tagja volt Zsidő Iskolabizottság vezetőségének. Több alapítványt is tett kórhazi szegény betegek, illetve a piaristáknál tanulmányokat folytató, szegény sorsú zsidó gyermekek számára.
Testvérei Pillitz Dávid és Pillitz Dániel.

## Műve
- Veszprém vármegye növényzete (Veszprém, 1908–10).